# Copa da Escócia de 1946–47
A Copa da Escócia de 1946-47 foi a 62º edição do torneio mais antigo do futebol da Escócia. A Copa voltou a ser disputada após alguns anos de paralisação devido a Segunda Guerra Mundial. O campeão foi o Aberdeen F.C., que conquistou seu 1º título na história da competição ao vencer a final contra o Hibernian F.C., pelo placar de 2 a 1.

## Premiação
| Copa da Escócia de 1946-47        |
| Escócia                           |
| --------------------------------- |
| Aberdeen F.C. Campeão (1º título) |